# スチームボーイ
『スチームボーイ』（STEAMBOY）は、大友克洋が監督したSFアニメ映画作品。2004年公開。またそれを原作とした漫画やゲーム作品。

## 概要
漫画家の大友が手がけた『AKIRA』『MEMORIES』に続く3本目のアニメ映画（長編としては2作目）。19世紀のロンドンを舞台に、スチームパンク的な世界で繰り広げられるSF冒険活劇である。総製作費24億円、製作期間9年をかけ、時代設定やメカデザインを徹底的に拘った作品である。総作画枚数18万枚でデジタルと手描きの共演による緻密な映像表現で描かれる。題名は『鉄腕アトム』の米題『ASTRO BOY（アストロ・ボーイ）』へのオマージュ。
1994年に書かれた最初の企画書では40分×3本立てのOVA作品だった。日本初の（フィルム撮影のない）フルデジタル制作の長編アニメ映画というプロジェクトになっていくが、スポンサーとの交渉が難航して準備作業は中断。打開策として大友が企画を買い戻し、バンダイビジュアルを新たな出資者に迎える。1997年10月28日、バンダイビジュアルのデジタルエンジン構想発表の記者会見で、押井守監督の『G.R.M.』とともに製作発表が行われた（1999年公開予定）。ジェームズ・キャメロンやローランド・エメリッヒ、ジョエル・シルバー、ウォシャウスキー兄弟といったハリウッドの大物たちとの共同作業や、フランスのCanal+社との共同出資も模索されたが実現しなかった。
制作はスタジオ4℃で行われていたが、プロダクションI.Gへ制作の相談をしたところ、石川光久社長の推薦によりサンライズへの移管が決まる。制作現場のデジタルエンジン研究所はスチームボーイスタジオに改名された。
2002年末には「2003年秋、東宝洋画系にて公開予定」と発表されたが、制作作業の遅れにより2004年夏公開へと延期。2004年7月17日に国内で封切され、舞台挨拶では続編企画の進行も示唆された。同年9月には第61回ヴェネツィア国際映画祭でクロージング上映され、以後ヨーロッパやアメリカなど海外でも公開された。2005年11月には第78回アカデミー賞長編アニメ映画賞のノミネート候補作に選ばれた。
日本国内における興行収入は11億6000万円に留まり、当初の予想よりも業績を残せなかった。エンターテインメントとして完成度は高いが、『AKIRA』のような作品を期待したコアなアニメファンには物足りなかったのではないか、という見方もある。

## あらすじ
舞台は19世紀半ば、産業革命期に科学技術が目覚しい発展を遂げていたイギリス。マンチェスターに住むレイは、親子三代発明一家のスチム家に生まれた、発明好きな少年だった。祖父ロイドと父エドワード（エディ）は、新型蒸気機関研究のため、アメリカのオハラ財団に招かれ渡米していた。
ある日、レイのもとにロイドから不思議な金属の球体が届く。するとオハラ財団の使者が現れ、逃げるレイを捕まえ、ロンドン万博会場のパビリオンに連れて行く。そこで容姿の変貌したエディが現れ、金属球の正体が超高圧の水蒸気を閉じこめた「スチームボール」であり、人類に幸福をもたらす世紀の発明だと教える。パビリオンは、3つのスチームボールを動力源とする科学要塞「スチーム城」だった。レイは父の研究を手伝うことになり、オハラ財団のわがままな孫娘スカーレットと知り合う。
ロンドン万博が開幕すると、スチーム城に各国の軍事関係者を招いて、新兵器の商談会が始まる。オハラ財団はデモンストレーションと称してイギリス軍に攻撃を仕掛け、万博会場は大混乱に陥る。レイはオハラ財団に囚われていたロイドと再会し、エディが新発明を戦争の道具に使おうとしていることを知り、スチームボールを奪ってイギリス軍に渡す。しかし、イギリス軍もスチームボールを利用した兵器で反撃を始める。
エディはスチーム城を空中に浮上させるが、スチームボールが1つ足りないため安定せず、巨体の崩壊が始まる。このままではロンドン市街に甚大な被害を及ぼす。レイはイギリス軍からスチームボールを奪い返すと、スチーム城に届けて墜落までの時間を稼ぐ。レイとスカーレットが脱出するやスチーム城は爆発し、ロンドン上空には水蒸気が冷やされてできた結晶が雪のように舞う。

## 登場人物
ジェームス・レイ・スチム
声 - 鈴木杏 / 英 - アンナ・パキン
本作の主人公。13歳。発明が好きな少年。発明家の父・エドワードや祖父・ロイドのことを誇りに思っており、2人のことを侮辱されると激怒する。
ロイドから送られてきたスチームボールをきっかけに一連の事件に巻き込まれる。事件を通してロイド、エドワード、ロバートらの科学に対する考え方に触れる。
スカーレット・オハラ・セントジョーンズ
声 - 小西真奈美 / 英 - カリ・ウォールグレン
本作のヒロイン。14歳。オハラ財団会長チャールズ・オハラ・セントジョーンズの孫娘。高飛車かつ気紛れで典型的なお嬢様。「自分がこれだ」と思ったとおりに世界が動いていると勘違いしている。裕福な家で育ったせいか、無神経な発言が目立つ。
ジェームス・ロイド・スチム
声 - 中村嘉葎雄 / 英 - パトリック・スチュアート
65歳。レイの祖父。スチーム城の設計に携わり、アイスランドで発見した特殊な液体を動力源としてスチームボールを開発する。オハラ財団の陰謀を阻止しようとする。エドワードとは科学に対して見解の相違があり、エドワードの考えには否定的である。
ジェームス・エドワード・スチム（エディ）
声 - 津嘉山正種 / 英 - アルフレッド・モリーナ
45歳。レイの父親。スチームボール開発の際に低温火傷で右腕と右目付近に大怪我を負う。再登場した際は一部が機械化していた。「科学は力である」という考えを持っている。オハラ財団の出資で多くの発明品を生み出していくが、どれも圧倒的な破壊力を持つ兵器ばかりを造っている。
ロバート・スチーブンスン
声 - 児玉清 / 英 - オリヴァー・コットン
「鉄道の父」と呼ばれるジョージ・スチーブンスンの息子であり発明家。
イギリス政府内部に力を持っており、兵器開発を担当している。エドワードとはライバル関係にあり、自身の発明した兵器を使ってオハラ財団の兵器に対抗したが、スチーム城が動き出したことによりエドワードとの優劣が確定し、失脚した。
デイビッド・チャンバース
声 - 沢村一樹 / 英 - ロビン・アットキン・ダウンズ
25歳。ロバートの部下。エドワードの画期的な発明を垣間見てロバートが失脚することを察知し、ロバートに取って代わろうとレイやスチームボールを利用しようと考える。
アーチボルド・サイモン
声 - 斉藤暁 / 英 - リック・ジーフ
46歳。オハラ財団社長。万国博覧会を利用して各国の軍事顧問たちにエドワードの発明した兵器を売り込もうとする。
アルフレッド・スミス
声 - 寺島進 / 英 - マーク・ブラムホール
サイモンの部下。財団の裏仕事を任されており、スチームボールの回収を命令される。
ジェイソン・ベイカー
声 - 稲田徹 / 英 - デヴィッド・S・リー
サイモンの部下。アルフレッドと同様に財団の裏仕事を任されている。
レイの母
声 - 相沢恵子 / 英 - キム・トーマソン
オハラ財団に出向しているエドワードに代わって家を支えている。
エマ・レドモンド
声 - 小林沙苗 / 英 - ポーラ・J・ニューマン
レイの幼馴染の少女。親の都合でスチム家に泊まっていたところで事件に巻き込まれた。
トーマス・レドモンド
声 - 日比愛子 / 英 - モイラ・カーク
エマの弟。エマと一緒にスチム家に泊まっていたが、事件が起こった時は寝室で眠っていたため無事だった。
ビクトリア女王
声 - 森ひろ子
イギリス女王。万国博覧会の開会式に出席するが、オハラ財団との戦闘が始まる直前に元帥の計らいによって会場を離れた。
ウッドコック
声 - 阪脩 / 英 - オリヴァー・モアヘッド
イギリス海軍元帥。オハラ財団の兵器取引を阻止するため軍と警察を出動させ、自身は軍艦に乗り込み指揮を執る。

## スタッフ
- 原案・脚本・監督 - 大友克洋
- 脚本 - 村井さだゆき
- 総作画監督 - 外丸達也
- メカ・エフェクト作画監督 - 橋本敬史
- 作画監督 - 入江篤、松田勝己、栗田務、清水保行、江口寿志
- 美術監督 - 木村真二
- CGI監督 - 安藤裕章
- 演出 - 高木真司
- テクニカルディレクター - 松見真一
- デジタルコンポジット - 佐藤光洋
- 編集 - 瀬山武司
- 音楽 - スティーブ・ジャブロンスキー
- 音響監督 - 百瀬慶一
- エグゼクティブプロデューサー - 渡辺繁
- プロデューサー - 小森伸二、富岡秀行
- アニメーション制作 - サンライズ
- 製作 - STEAMBOY製作委員会（バンダイビジュアル、ソニー・ピクチャーズ エンタテインメント、バンダイ、電通、TBSテレビ、サンライズ、東宝、IMAGICA、カルチュア・パブリッシャーズ）
- 配給 - 東宝

## キャスト
- ジェームス・レイ・スチム - 鈴木杏
- スカーレット・オハラ・セントジョーンズ - 小西真奈美
- ジェームス・エドワード・スチム - 津嘉山正種
- ジェームス・ロイド・スチム - 中村嘉葎雄
- ロバート・スチーブンスン - 児玉清
- デイビッド・チャンバース - 沢村一樹
- アーチボルド・サイモン - 斉藤暁
- アルフレッド・スミス - 寺島進
- ジェイソン・ベイカー - 稲田徹
- レイの母 - 相沢恵子
- エマ・レドモンド - 小林沙苗
- トーマス・レドモンド - 日比愛子
- ビクトリア女王 - 森ひろ子
- ウッドコック元帥 - 阪脩
- その他声の出演 - 津田英三、中嶋聡彦、柳沢栄治、長嶝高士、松本大、麻生智久、黒田崇矢、伊藤健太郎、朴璐美、西脇保、今村直樹、服巻浩司、進藤尚美、立野香菜子、小林由美子、仮屋昌伸、小谷津央典、近藤孝行、星野貴紀、斉藤貴美子、白石涼子、樋口あかり、佐藤利奈、かわのりょうこ、土井敏之（TBSアナウンサー）、安東弘樹（当時TBSアナウンサー）

## 関連メディア

### 漫画
衣谷遊が作画を務め、講談社の漫画雑誌『月刊マガジンZ』に2005年8月号から2006年9月号まで連載。単行本はマガジンZKCから上下巻が発売されている。内容は映画の前日譚にあたる。
あらすじ
映画以前の物語。レイは科学の発展が人々を良き方向に導くと純粋に信じていた。そんな彼は幼馴染のエマや新聞記者志望の友人、ポール・マクレガーと共に蒸気車レース・ロンドン行きなど様々な小冒険を繰り広げる。

### ゲーム
PlayStation 2専用のテレビゲームとして、2005年6月9日にバンダイから発売。開発元はシムス、開発協力はキャビア。主人公レイを操作し、スチームボールを駆使しながら、スチーム城最上階を目指すアクションゲーム。大友監督描き下ろしのラスボスが登場する。